# Hofsee (Speck)
Der Hofsee bei Speck liegt im Gemeindegebiet Kargow, in dessen Gemeindegebiet es noch zwei weitere Hofseen gibt. Der Hofsee bei Speck ist der größte dieser drei Seen. Das Gewässer befindet sich südöstlich von Waren im Westen des Müritz-Nationalparkes im Landkreis Mecklenburgische Seenplatte in Südostmecklenburg. Der See ist ungefähr 2400 Meter lang und 700 Meter breit.
Der stark verschilfte See liegt inmitten des Sumpflandes am Ostufer der Müritz, eingebettet zwischen Specker See im Westen und Priesterbäker See im Osten. Über einen Graben zum Specker See, von dem ihn nur eine etwa 450 Meter breite Landbrücke trennt, entwässert der See zur Müritz.
Das Gewässer liegt innerhalb des Müritz-Nationalparks. Das Angeln und Baden ist nur an zwei Uferstellen im Nordteil des Sees erlaubt. Die Nordhälfte des Sees darf mit Booten ohne Motor befahren werden.
Am Nordufer liegt die Ortschaft Speck und im Süden bei der Biologischen Station Faule Ort grenzt der See an das Gemeindegebiet Rechlin.